# 石田雄
石田 雄（いしだ たけし、1923年6月7日 - 2021年6月2日）は、日本の政治学者。東京大学名誉教授。
父は神奈川県知事や警視総監を務めた石田馨。母方の祖父は茨城県知事を務めた大塚貢。長男は東京大学名誉教授の石田浩。次男は千葉大学教授の石田憲。義兄（姉の夫）は東京都知事を務めた鈴木俊一。

## 来歴
内務省神社局長、警視総監、高松宮別当、宮内省御用掛などを歴任した石田馨の二男として、父の青森県警察部長時代に青森市で生まれる。旧制成蹊高校から東京帝国大学を受験したが不合格となり、東北帝国大学法文学部へ入学。在学中に学徒出陣を受け、東京湾要塞重砲兵連隊に入隊した。
敗戦で復員した後は、特例措置で東京大学法学部政治学科へ転じて丸山眞男ゼミに参加。父の友人である大内兵衛、南原繁の助言も受けて研究者の道を選び、東京大学法学部助手、東京大学社会科学研究所助教授・教授・所長、千葉大学法経学部教授、八千代国際大学教授を歴任した。「文京・九条の会」呼びかけ人でもある。

## 著書

### 単著
- 『明治政治思想史研究』（未來社, 1954年）
- 『近代日本政治構造の研究』（未來社, 1959年）
- 『戦後日本の政治体制』（未來社, 1961年）
- 『現代組織論――その政治的考察』（岩波書店, 1961年）
- 『平和の政治学』（岩波書店, 1968年）
- 『政治と文化』（東京大学出版会, 1969年）
- 『日本の政治文化――同調と競争』（東京大学出版会, 1970年）
- 『平和と変革の論理』（れんが書房, 1973年）
- 『メヒコと日本人――第三世界で考える』（東京大学出版会, 1973年）
- 『日本近代思想史における法と政治』（岩波書店, 1976年）
- 『現代政治の組織と象徴――戦後史への政治学的接近』（みすず書房, 1978年）
- 『「周辺から」の思考――多様な文化との対話を求めて』（田畑書店, 1981年）
- 『近代日本の政治文化と言語象徴』（東京大学出版会, 1983年）
- Japanese Political Culture: Change and Continuity（Transaction Books, 1983年）
- 『日本の社会科学』（東京大学出版会, 1984年）
- 『日本の政治と言葉（上）「自由」と「福祉」』（東京大学出版会, 1989年）
- 『日本の政治と言葉（下）「平和」と「国家」』（東京大学出版会, 1989年）
- 『平和・人権・福祉の政治学』（明石書店, 1990年）
- 『市民のための政治学――政治の見方, 変え方』（明石書店, 1990年）
- 『社会科学再考――敗戦から半世紀の同時代史』（東京大学出版会, 1995年）
- 『自治』（三省堂, 1998年）
- 『記憶と忘却の政治学――同化政策・戦争責任・集合的記憶』（明石書店, 2000年）
- 『権力状況の中の人間――平和・記憶・民主主義』（影書房, 2001年）
- 『丸山眞男との対話』（みすず書房, 2005年）
- 『一身にして二生，一人にして両身――ある政治研究者の戦前と戦後』（岩波書店, 2006年）
- Die Entdeckung der Gesellschaft - Zur Entwicklung der Sozialwissenschaften in Japan, Wolfgang Seifert訳, 『日本の社会科学』の独訳（Suhrkamp Verlag, 2008年）
- 『誰もが人間らしく生きられる世界をめざして――組織と言葉を人間の手にとりもどそう』（唯学書房, 2010年）
- 『安保と原発――命を脅かす二つの聖域を問う』（唯学書房, 2012年）
- 『ふたたびの＜戦前＞　軍隊体験者の反省とこれから』青灯社、2015

### 共著
- （三橋修）『日本の社会科学と差別理論』（明石書店, 1994年）
- （姜尚中）『丸山眞男と市民社会』（世織書房, 1997年）
- 『石田雄にきく日本の社会科学と言葉』竹内真澄共著 本の泉社 2015

### 共編著
- （長井信一）『インドネシアの権力構造とイデオロギー』（アジア経済研究所, 1969年）
- Democracy in Japan, co-edited with Ellis S. Krauss, (University of Pittsburgh Press, 1989).

### 訳書
- R・N・ベラー『社会変革と宗教倫理』（未來社, 1973年）